# 国泰世華銀行
国泰世華銀行（こくたいせかぎんこう）は、台湾の台北市信義区に本社を置く商業銀行であり、2003年に国泰銀行と世華聯合商業銀行（世華銀行）が合併して誕生した銀行である。世華銀行が存続銀行となっているが、もともと国泰グループ色の強い国泰銀行のイメージがそのまま反映されており、世華銀行の面影は殆ど残っていない。
前身の世華銀行は1971年9月、「第四屆世華金融聯誼會（第四回世華金融友好会）」において、世界の華僑商人が祖国の経済を発展させる決意と支持を表明し、海外17ヵ国の華僑商人指導者を結ぶための金融機関の一つとして、1975年に台湾で設立された。「世華」は世界華僑の略であり、銀行名の由来はこれらを意味した。
政府による金融改革によって、2002年に「国泰金融控股」を設立して、国泰・世華の両行は当フィナンシャルホールディングスの子会社となる。2003年に両行は合併した。